# Sumire Nakamura

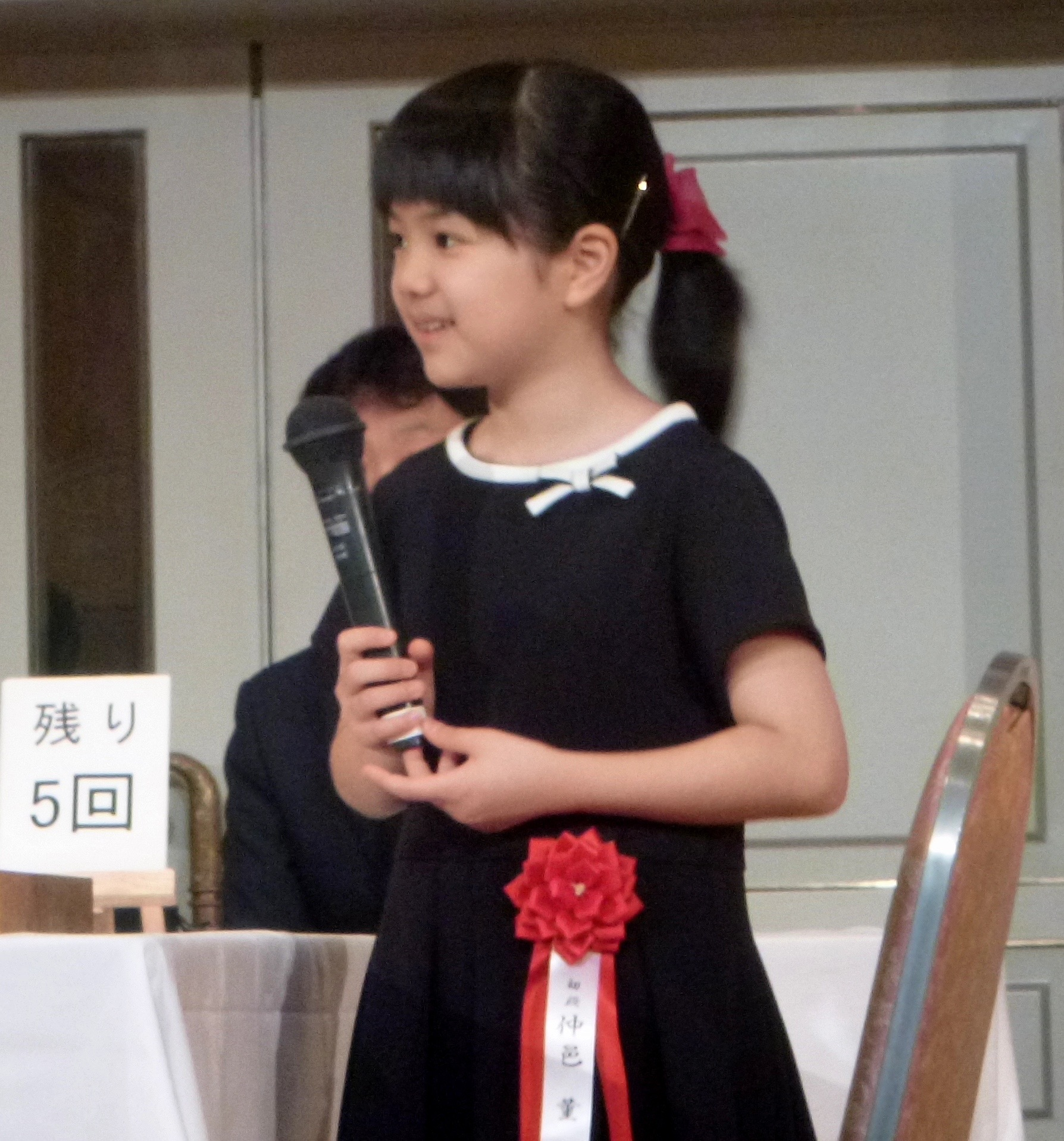
World Go Festival in Takarazuka City Japan, Juni 2019

Sumire Nakamura (japanisch 仲邑 菫, Nakamura Sumire; * 2. März 2009 in Tokio) wurde die jüngste japanische professionelle Go-Spielerin in der Geschichte dieses Sports, als sie am 1. April 2019 als Zehnjährige debütiert und den Rang des ersten Dan verliehen bekam.
Sie tritt für den Nihon Ki-in an und brach den Altersrekord von Rina Fujisawa, die am 1. April 2010 im Alter von elf Jahren und sechs Monaten Profi wurde.
Sumire Nakamura war die erste Spielerin, die der Nihon Ki-in im Rahmen seines neuen Monitoring-Programmes für besonders talentierte Spieler ausgewählt hatte, um sich mit Go-Spielern aus anderen Ländern zu messen und die über diesen Weg Zugang zu einer berufsmäßigen Karriere bekommen haben.

## Biografie
Sumire Nakamura wurde am 2. März 2009 in Tokio geboren und ist die älteste Tochter von Shinya Nakamura, einem professionellen Go-Spieler, der den 9. Dan innehat. Sumire hat mit diesem sehr alten Brettspiel im Alter von nur drei Jahren begonnen und seit ihrem siebten Lebensjahr erfolgreich an diversen Wettbewerben teilgenommen, sodass der Nihon Ki-in auf sie aufmerksam wurde. Sie wurde im Vorfeld von sechs verschiedenen Go-Spielern, darunter Yuta Iyama und Cho U beurteilt. Im September 2023 wurde bekannt, dass Sumire im März 2024 nach Korea ging, um dort bei der Korea Baduk Association professionell Go zu spielen. Aktuell hält sie den 3. Dan, der ihr am 6. Juni 2022 verliehen wurde, dafür, dass sie als jüngste Spielerin 100 Siege in offiziellen Spielen erlangt hatte. Sie hat damit den mehr als 50 Jahre alten Rekord von Cho Chikun gebrochen. 
Sumire gewinnt mit dem Miss Chun Hyang Cup gegen Oh Yujin ihren ersten Titel, seit sie nach Korea gegangen ist.